# Rapid Support Forces
De Rapid Support Forces (RSF, Arabisch: قوات الدعم السريع, geromaniseerd: Quwwāt ad-daʿam as-sarīʾ) of "Snelle Ondersteuningstroepen" zijn een Soedanese paramilitaire formatie waarvan elementen al in de periode 2004-2011 door de Soedanese regering werden ingezet. De RSF, die in augustus 2013 officieel werd opgericht, is voortgekomen uit, en bestaat voornamelijk uit, de Janjaweed-milities die tijdens het conflict in Darfur namens de Soedanese regering vochten, en was verantwoordelijk voor talrijke wreedheden tegen burgers. De acties van de RSF in Darfur konden volgens Human Rights Watch gekwalificeerd worden als misdaden tegen de menselijkheid.
In april 2023 raakte de Rapid Support Forces slaags met het Soedanese leger, met tientallen burgerdoden tot gevolg. Dit conflict breidde zich daarna uit tot een burgeroorlog in het land met grote humanitaire gevolgen. De RSF staat onder leiding van Mohamed Hamdan Dagalo.